# Ale-Skövde kyrka
Ale-Skövde kyrka är en kyrkobyggnad belägen i Lilla Edets kommun. Sedan 2010 tillhör den Lödöse församling (tidigare Ale-Skövde församling) i Göteborgs stift.

## Kyrkobyggnaden
Nuvarande kyrka är resultatet av en radikal ombyggnad 1754, där endast delar av den södra muren från en äldre kyrka från tidig medeltid lämnades kvar då kyrkan utvidgades mot norr och fick sitt tresidiga kor. Byggnaden har en stomme av sten och består av ett långhus med kor och kyrktorn i väster. Vid långhusets norra sida finns en vidbyggd sakristia och långhuset har ett sadeltak som är valmat över koret och täckt med enkupigt lertegel. Tornet har en huv täckt av kopparplåt. Ytterväggarna är putsade ned till marken. 

## Takmålningar
Kyrkorummet har ett tunnvalv av trä som målades 1769 av Richard Törner från Göteborg och utgör hans enda kända takmålning. Den har aldrig varit övermålad, men renoverades 1882. Motivet består av uppförstorade bibelscener runt taksidorna som placerats i åtta målade rokokoramar. Mellanrummen är målade i blått med lätta rokokoornament. I koret finns ett stort målat draperi bakom altaret som hålls av två putti. I scenerna avbildas ovanligt många kvinnor.

### Ombyggnader och renoveringar
På 1770-talet byggdes nuvarande kyrktorn med nedre del av sten och överbyggnad av trä. Det ersatte ett tidigare torn av trä från 1754. År 1872 utvidgades kyrkans fönster och samtidigt utvidgades läktaren. Vid en renovering 1932 under ledning av arkitekt Knut Nordenskjöld uppfördes en ny sakristia i trä i söder och ett vapenhus vid södra sidan revs. Invändigt avlägsnades den skärmvägg som avskiljt kyrkorummet från tidigare sakristia. År 1950 renoverades kyrkan under ledning av arkitekt Sigfrid Ericson varvid korgolvet höjdes och en ny bänkinredning tillverkades efter äldre förebilder. Nuvarande sakristia i norr uppfördes omkring år 1960 efter ritningar av arkitekt Axel Forssén och ersatte en äldre sakristia av trä i söder som revs. En yttre renovering genomfördes 1968 då tornhuvens plåttäckning byttes ut mot kopparplåt.

## Inventarier
Inredningen kännetecknas av en välbevarad tidstypisk provinsiell rokoko.
- Dopfunten av sandsten är från 1200-talet. Funten har rund cuppa och fot.
- Dopfat och dopskål i silver är tillverkade 1947 av Ivar Stäck.
- Altaruppsatsen opch nummertavlorna är snidade 1758 av bildhuggaren Jean Samuelsson från Göteborg.
- Predikstolen med femsidig korg är daterad till 1720 och möjligen tillverkad av bildhuggaren Johan Mentz Scheffer.
- Basunängel från 1700-talet.
- Läktarbröstningens bemålning kan till följd av sin still tillskrivas Richard Törner och består av tretton fält som avildar Jesus och hans tolv apostlar.

### Orglar
- Kyrkans första orgel var byggd 1879 av Salomon Molander.
- År 1940 tillkom en ny orgel byggd av Grönvalls orgelbyggeri.
- Nuvarande orgelverk byggdes 1995 av Tostareds Kyrkorgelfabrik och i denna ingår några stämmor från 1879 års Molanderorgel. Instrumentet har sexton stämmor fördelade på två manualer och pedal.[1]